# (2598) Merlin
(2598) Merlin es un asteroide perteneciente al cinturón de asteroides, descubierto el 7 de septiembre de 1980 por Edward Bowell desde la Estación Anderson Mesa (condado de Coconino, cerca de Flagstaff, Arizona, Estados Unidos).

## Designación y nombre
Designado provisionalmente como 1980 RY. Fue nombrado Merlin en honor a Merlín famoso mago galés y figura central del ciclo artúrico.